# Harstad (cidade)
Harstad é uma cidade do norte da Noruega.
É a sede do município de Harstad, pertencente ao condado de Troms og Finnmark.
Tem uma área de 11,45 km² e uma populacão de 21 001 habitantes (2021).

Está situada no lado oriental da ilha de Hinnøya .

A sua economia está cada vez mais baseada no comércio e nos serviços, ligados em grande parte à indústria petrolífera no Mar da Noruega.

## Etimologia
O nome Harstad parece ter origem no nórdico antigo Harðarstaðir, o nome de uma fazenda local, composto por Harðar (um nome de homem) e staðir (fazenda, quinta).

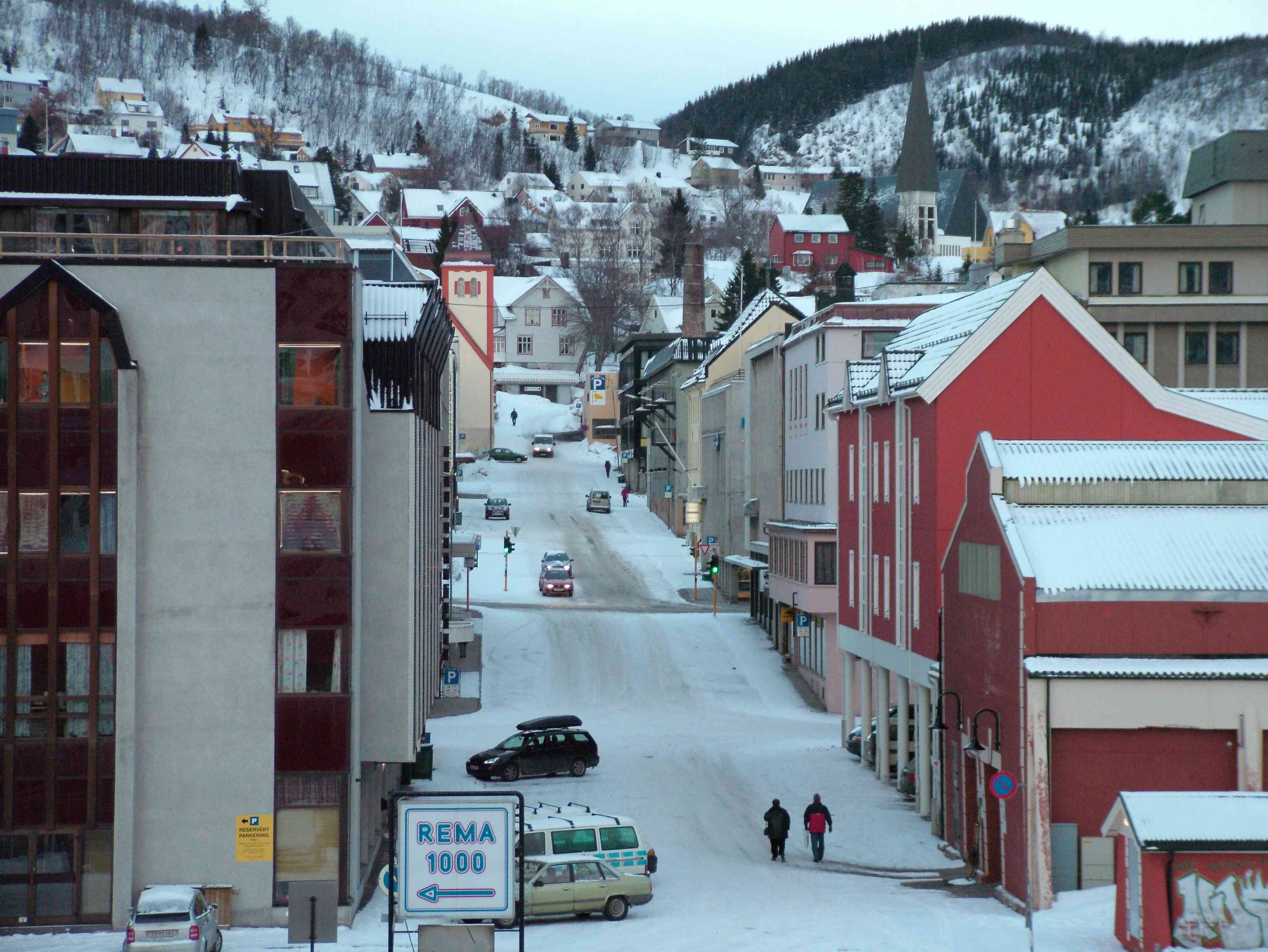
Harstad no inverno
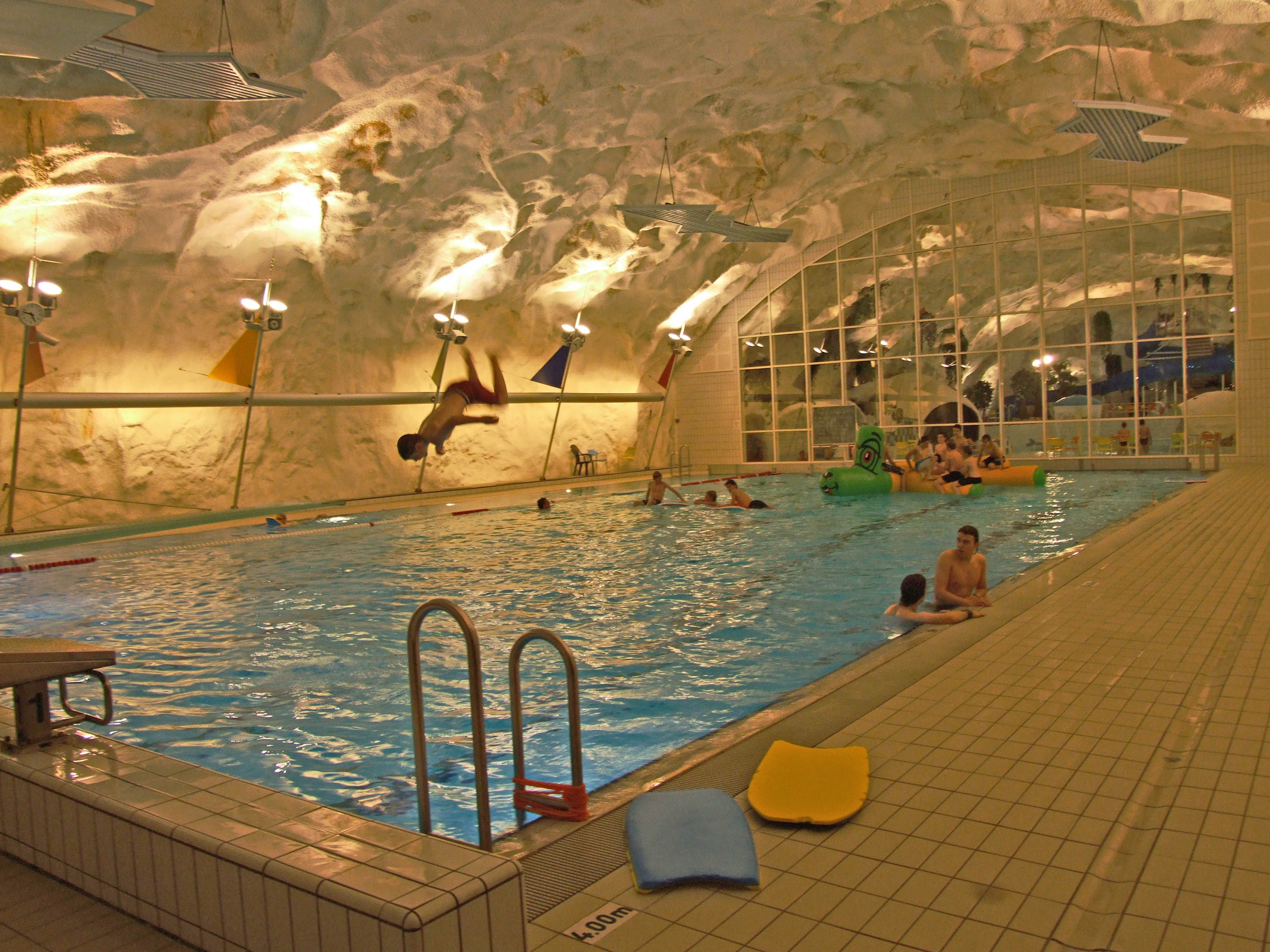
A piscina subterrânea Grottebadet